# أربانكون
بلدية أربنكون (بالإسبانية: Arbancón) هي بلدية تقع في مقاطعة وادي الحجارة التابعة لمنطقة قشتالة والمنشف وسط إسبانيا.

## الديموغرافيا
بلغ عدد سكان بلدية أربنكون 187 نسمة عام 2011 (وفقاً للمعهد الوطني الإسباني للإحصاء).
| 210 | 214 | 200 | 184 | 177 | 188 | 187 |